# دوكتشي (بوكان)
قرية دوكتشي (بالكردية: دوکچی) هي إحدى القرى التابعة لـفيض الله بغي في ريف قسم مركزي من مقاطعة بوكان، في محافظة أذربیجان الغربیة الإيرانية.

## السكان
حسب إحصاءات سنة 2006، بلغ إجمالي السكان في دوكتشي 128 نسمة وعدد المساكن 22 مسكن. لغة سكان دوكتشي هي اللغة الكردية و هم من أهل السنة والجماعة والمذهب الشافعي.